# Simha Flapan
Simha Flapan (Tomaszów Mazowiecki, 27 gennaio 1911 – Israele, aprile 1987) è stato uno storico e politico israeliano, considerato un antesignano del movimento revisionistico storico che viene indicato come "Nuova storiografia israeliana".
Flapan divenne famoso per aver scritto il saggio The Birth of Israel: Myths And Realities, pubblicato nell'anno stesso della sua morte e considerato cruciale nel faticoso lavoro di "demitizzazione" della storia della fondazione del moderno Stato d'Israele. Sotto questo profilo, Flapan è considerato generalmente come un Nuovo storico, sebbene egli appartenesse a una generazione precedente a quella della maggior parte degli studiosi che si identificano con questa etichetta.

## Biografia
Simha Flapan, nato in Polonia, emigrò in Palestina nel 1930.

Fu Segretario Nazionale del partito politico sionista "di sinistra" del Mapam e Direttore del suo Dipartimento per gli Affari Arabi dal 1959 a metà degli anni settanta, oltre a essere direttore di New Outlook:  un mensile apartitico che era impegnato nel dialogo arabo-ebraico.
Fu impegnato anche nel Jewish Arab Institute e nell'Israeli Peace Research Institute. Fu lettore presso l'International Affairs Center dell'Università statunitense di Harvard, professore associato nel Middle Eastern Studies Center del medesimo Ateneo e nel Royal International Affairs di Londra.

## Opinioni sul sionismo
Nella prefazione al suo Zionism and the Palestinians (1979) Flapan scriveva: 
«Per dissipare ogni malinteso, voglio che sia chiaro che la mia fede nella giustificazione morale e nella storica necessità del Sionismo rimane intatta, pur con i miei rilevi critici nei confronti della leadership sionista. La storia del Sionismo dimostra la dimensione dell'urgenza che una nuova società che incorporasse i valori universali della democrazie e della giustizia sociale, fosse impiantata nel movimento sionista e che fosse responsabile del suoi progressi (anche) in condizioni avverse. Il problema d'Israele oggi consiste nella disintegrazione di questi valori, largamente dovuta all'intossicazione prodotta dal successo militare e dalla fede che la superiorità militare sia un sostituto della pace. Senza la restaurazione dei valori liberali e progressisti del Sionismo e senza il riconoscimento dei diritti dei Palestinesi all'auto-determinazione, all'interno d'una cornice di pacifica coesistenza, la ricerca della pace da parte d'Israele è destinata al fallimento. Io credo fermamente che questi orientamenti diventeranno infine la forza decisiva in Israele.»

## Opere
- Zionism and the Palestinians, Londra, Croom and Helm, 1979.
- The Birth of Israel: Myths And Realities, New York, Pantheon Books; ISBN 0-394-55888-X (agosto 1987).

## Archivi
Gli archivi personali e professionali di Flapan sono conservati nello Yad Yaari Center , Hashomer Hatzair Research and Documentation Center, nel Givat Haviva Institute .
 Gli archivi sono classificati 95-94.